# Sicista subtilis
La sicista esteparia o ratón listado estepario (Sicista subtilis) es una especie de roedor miomorfo de la familia Dipodidae. Es propio de Asia occidental y Europa oriental.

## Descripción
Es de aspecto similar a la sicista nórdica (Sicista betulina) pero con la cola menos larga y con la raya dorsal de color negro menos desarrollada, la cual tiene bandas amarillas que la rodean y frecuentemente se adelanta hasta la frente. El resto del pelaje es de color pardo grisáceo a gris pálido amarillento en el dorso y blanquecino en la zona ventral. Suele ser más oscuro en la zona más al norte de su área de distribución. Mide entre 55 y 70 mm más de entre 60 a 90 mm de la cola, lo que supone un 130% de la longitud cabeza-cola. Su fórmula dental es la siguiente : 1/1, 0/0, 0 - 1/1, 3/3 = 16 18.

## Distribución y hábitat
Está distribuida ampliamente en Ucrania, el sur de Rusia y Kazajistán, con poblaciones aisladas en Rumania, Bulgaria, Hungría, Serbia y Eslovaquia. Su registro en China es dudoso. Prefiere terrenos abiertos, principalmente la estepa boscosa del este de Europa y Asia occidental.

## Comportamiento
Es un roedor crepuscular y nocturno que hiberna entre los meses de octubre a abril.  Utiliza la cola para ayudarse mientras trepa. Se alimenta de insectos e invertebrados, pero también de materia vegetal, principalmente de semillas y frutos. Construye nidos al abrigo de la vegetación en agujeros del suelo o de roquedos.